# Сабаттани, Аурелио
Аурелио Сабаттани (итал. Aurelio Sabattani; 18 октября 1912, Казальфьюманезе, королевство Италия — 19 апреля 2003, Ватикан) — итальянский кардинал и ватиканский сановник. Титулярный архиепископ Джустинианы прима с 24 июня 1965 по. Прелат Лорето и папский делегат этой святыни с 24 июня 1965 по 30 сентября 1971. Секретарь Верховного Трибунала Апостольской Сигнатуры с 13 июля 1971 по 17 мая 1982. Про-префект Верховного Трибунала Апостольской Сигнатуры и про-председатель Апелляционного суда Ватикана с 17 мая 1982 по 3 февраля 1983. Префект Верховного Трибунала Апостольской Сигнатуры с 3 февраля 1983 по 1 июля 1988. Архипресвитер Ватиканской патриаршей базилики и Председатель Преподобной Фабрики Святого Петра (c 1984 Председатель Фабрики Святого Петра) с 8 февраля 1983 по 1 июля 1988. Генеральный викарий Ватикана с 14 января по 1 июля 1991. Кардинал-дьякон с титулярной диаконией Сант-Аполлинаре-алле-Терме-Нерониане-Алессандрине с 3 февраля 1983 по 5 апреля 1993. Кардинал-протодьякон с 26 ноября 1990 по 3 апреля 1993. Кардинал-священник с титулом церкви pro hac vice Сант-Аполлинаре-алле-Терме-Нерониане-Алессандрине с 5 апреля 1993.